# Sinagoga de Park Avenue
La Sinagoga de Park Avenue, es una congregación conservadora situada en el número 50 de la calle 87 Este del Upper East Side de Manhattan, en la ciudad de Nueva York. La congregación fue fundada en 1882 como una sinagoga reformista, por un grupo de judíos alemanes. Después de varios cambios, la congregación tomó el nombre de Agudat Yesharim, y más tarde cambió su nombre para llamarse "Sinagoga de Park Avenue" en 1923. En 1927, el edificio actual de estilo neo-árabe de la calle 87 Este fue construido. Durante los años 30 del siglo XX, la congregación canvió su afiliación reformista, i pasó a ser una sinagoga conservadora, en esa época la congregación contaba con un gran número de fieles procedentes de Europa del Este. En octubre de 2013, la sinagoga era liderada por el rabino emérito Elliot J.Cosgrove. La congregación ha tenido a famosos rabinos a lo largo de su historia, entre ellos cabe señalar a los rabinos Milton Steinberg y Judah Nadich.